# Истинный курс
Истинный курс — угол, заключённый между северным направлением меридиана в месте измерения и направлением проекции продольной оси объекта на горизонтальную плоскость, отсчитывается по часовой стрелке от направления на географический север. По сути показывает направление носа самолёта (или другого объекта) относительно севера.
Непосредственно измеряется с помощью высокоточных инерциальных навигационных систем или гирокомпасов.
Широко применяется в аэрофотометрии, картографии, и в других приложениях геоматики.
Указывается в угловых градусах в диапазоне 0…360°, иногда −180…180°.
0° всегда применяется для указания направления объекта на север, 90° — на восток.